# Parkson
Parkson Holdings Berhad, handelend onder de naam Parkson, is een Aziatische warenhuisexploitant. In 2017 had de onderneming 131 winkels met een totale oppervlakte van ongeveer 2,1 miljoen m² winkelruimte in steden in Maleisië, China, Vietnam, Laos en Myanmar.

## Winkels in Maleisië
In 1987 opende Parkson zijn eerste warenhuis is winkelcentrum Sungei Wang Plaza in Kuala Lumpur. Sindsdien zijn er in het hele land nieuwe winkels uitgerold in met ongeveer twee winkels per jaar. De vlaggenschipwinkel Parkson Pavilion werd in 2007 geopend.
Op 29 juli 2021 had Parkson 41 winkels in Maleisië (38 Parkson en 3 Parkson Elite). 

## Winkels buiten Maleisië

### China
In 1994 opende Parkson zijn eerste warenhuis in Peking. Parkson is een van de eerste buitenlandse warenhuisketens die zich in China vestigde. In juni 2015 had Parkson een uitgebreid netwerk van 60 winkels in 37 grote steden in China.

### Vietnam
Op 29 juni 2005 werd met de opening van Parkson Saigon Tourist Plaza het eerste echte internationale warenhuis in Ho Chi Minhstad geopend. Op 2 januari 2015 sloot Parkson zijn winkel in de Keangnam Landmark Tower in Hanoi, omdat de winkel sinds de opening in december 2011 verlieslatend was. Toch bleef Parkson positief over de winkelmarkt in Vietnam, getuige de opening van een nieuwe winkel in Danang op 11 januari 2015. Op 3 januari 2021 had Parkson 4 winkels in 3 steden.

### Indonesië
Parkson expandeerde in 2011 naar Indonesië door de overname van PT. Tozy Sentosa, de exploitant van Centro warenhuizen. De Centro warenhuizen werden ontwikkeld door Suzy Darmawan Hutomo, de hoofdlicentiehouder voor The Body Shop in Indonesië en enige dochter van Hari Darmawan, de oprichter van warenhuisketen Matahari. Het eerste  Centro warenhuis werd in november 2003 geopend in het Plaza Semanggi in Jakarta, gevolgd door winkels in de Discovery Shopping Mall op Bali, het Plaza Ambarrukmo in Yogyakarta, Margo City in Depok, de Mall of Indonesia in  Jakarta en de Summarecon Mall Serpong inTangerang.
Na de overname is het warenhuisnetwerk uitgebreid tot in totaal 13 winkels, 11 winkels onder het merk Centro en twee winkels onder het merk Parkson. Op 3 november 2016 opende de Parkson Gourmet Market in Bintaro CBD, vember 2016 maar deze werd na een paar jaar weer gesloten.
De eerste Parkson-winkel van het land opende op 28 november 2013 zijn deuren in de Centre Point Mall in Medan. De tweede Parkson-winkel in de Lippo Mall Puri in Jakarta is op 27 juni 2014 in gebruik genomen, maar werd in 2020 gesloten vanwege de slechte verkopen de COVID-19-pandemie). De derde Parkson-winkel in de Hartono Mall in Yogyakarta is op 22 december 2015 in gebruik genomen.
Volgens de website van het bedrijf is de Centro-formule gericht op het middenklassesegment, terwijl de Parkson-formule zich richt op de hogere middenklasse.
In 2018 werden de Centro-vestigingen in de Mall of Indonesia en in het Plaza Semanggi in Jakarta )gesloten, gevolgd door de vestiging in de Summarecon Mall in Serpong op 3 januari 2021.
In maart 2021 was PT. Tozy Sentosa bankroet wegens betalingsproblemen aan verschillende leveranciers. De Centro-winkels op Plaza Ambarrukmo, Jogjakarta en Bintaro Jaya Xchange Mall, Tangerang zijn na de rechtszaak gesloten. In april 2021 sloten Parkson Hartono Mall en Centro Solo Paragon Mall hun deuren en uiteindelijk werd op 17 mei 2021 het bedrijf officieel failliet verklaard door de rechtbank.

### Myanmar
Op 11 mei 2013 opende Parkson zijn eerste winkel in het FMI Centre in de hoofdstad Yangon.

### Laos
Parkson opende in februari 2020 zijn eerste warenhuis in de wijk Sisattanak in de hoofdstad Vientiane.